# Poephila
Poephila é um gênero australiano da família Estrildidae .
Os adultos têm plumas rosadas, partes superiores amareladas ou marrons, cauda preta e barriga inferior, e coberteiras de rabo superior de garupa brancas e coberteiras inferiores. Machos e fêmeas se assemelham, embora o macho seja relativamente maior.
Estas são aves de pastagens abertas e secas, ocorrendo do noroeste à costa leste da Austrália. Colhem sementes do solo ou sementes de gramíneas, ocasionalmente complementando sua dieta com insetos.

## Taxonomia
A primeira descrição foi apresentada à Linnean Society por John Gould. e publicado em 1842. Ele atribuiu a espécie Poephila acuticauda como o tipo, uma descrição que ele havia publicado vários anos antes como Amadina acuticauda, e também concedeu uma descrição para o Poephila personata.

### Espécies
O gênero é reconhecido por conter as seguintes espécies:
| Imagem | Nome científico       | Nome comum | Distribuição                                                             |
| ------ | --------------------- | --- | ------------------------------------------------------------------------ |
|        | Poephila personata    | norte da Austrália, de Kimberley, através do Top End, o país do Golfo e a parte sul da Península do Cabo York, tão a leste quanto Chillagoe |                                                                          |
|        | Bavete-de-cauda-longa | Poephila acuticauda | Austrália, da região de Kimberley ao Golfo de Carpentaria.               |
|        | Bavete-de-cauda-curta | Poephila cincta | nordeste da Austrália, da Península do Cabo York ao centro de Queensland |